# Chaveroche
Chaveroche är en kommun i departementet Corrèze i regionen Nouvelle-Aquitaine i de centrala delarna av Frankrike. Kommunen ligger  i kantonen Ussel-Ouest som tillhör arrondissementet Ussel. År 2022 hade Chaveroche 272 invånare.

## Befolkningsutveckling
Antalet invånare i kommunen Chaveroche
Referens:INSEE